# 梅田悠
梅田悠（うめだ はるか，1988年3月15日—）是日本的歌手、舞者、女子團體SDN48的前成員。
三重縣松阪市出身。AKS所屬。

## 人物、來歷
- 初中校1年生的時候從三重縣去東京。
- SDN48加入以前是跟著GIRL NEXT DOOR的千紗、ma-kiss的成員和女演員、做dancer活動。堀製作所屬、有時會舉行演員活動。
- 2009年8月1日在SDN48活動中。当初是預定作為under活動。
- 家中有兩親和姐姐（大1歳）和弟弟（小4歳）。飼養貓。
- SKE48的出口陽的朋友的朋友，也是同年（出生一天的差異），双方的家也是徒步範圍以內。
- 除了作為SDN48的成員活動，也同時身為AKB48研究生的舞蹈老師。

## 参加曲

### 單曲CD選抜曲
AKB48名義
- 馬路須加學園頂尖藍調 - PV的参加

SDN48名義
- GAGAGA
- 請給我愛
- MIN・MIN・MIN

### 劇場公演小組曲
SDN48 1st Stage「誘惑的吊襪帶」公演
1. 悍馬女士

## 出演

### 綜藝節目
- サスケマニア（TBS）
- 激すれすれガレッジセール（2001年、TBS）
- 輝け未来の星（YOU電視台） - リポーター
- すっぽんの女たち（2010年7月21日・8月4日・11日、朝日電視台）
- AKBINGO!（2011年4月20日、日本電視台）

### 電視劇
- 名偵探柯南（日本電視台）
- 京都金沢わらべ唄殺人事件（星期二懸疑劇場）（2002年3月5日、日本電視台）
- 乱歩R（2004年1月12日 - 3月15日、日本電視台）
- 天国への応援歌 チアーズ〜チアリーディングにかけた青春〜（2004年4月3日、日本電視台）

### 舞台
- ココロノカケラ - avex20周年記念音樂劇
- FightingGirls
- HEART of GOLD - EXILE主演的舞台
- アルプスの少女ハイジ
- 小公子セディ
- スーパーバトルライブ美味學院番外編〜デリシャス5 史上最大の敵〜（2007年5月15日 - 20日、青山劇場、8公演）
  - AAA的後藤友香里的代演
- 新宿ミッドナイトベイビー（2009年7月23日 - 27日）
- DUMP SHOW ! (東京公演2011年7月16日 - 31日、大阪公演2011年8月10日 - 14日) - 飾演 真知

### 電影
- 大逃殺2 - 飾演 亞矢

### 演唱會
- AKB104選抜メンバー組閣祭り第1公演（2009年8月22日、日本武道館）
- AKB48 リクエストアワーセットリストベスト100 2010 with アメーバピグ第4公演（2010年1月24日：孤独のランナー、SHIBUYA-AX）
- AKB48 満席祭り希望 賛否両論第3公演（2010年3月25日、橫濱體育館）
- AKB48 コンサート「サプライズはありません」第3公演（2010年7月11日、代代木第一体育館）
- Visit Zooキャンペーン応援プロジェクト AKB48 東京秋祭り supported by NTTぷらら（2010年10月9日・10日、葛西臨海公園）

## 外部連結
- SDN48公式介紹
- 梅田悠 公式網誌 （页面存档备份，存于） - GREE
- 梅田悠的X（前Twitter）（日語）